# Fougueux (navire de ligne)
Ne doit pas être confondu avec Fougueux (torpilleur).
Le Fougueux est un vaisseau de 74 canons de la classe Téméraire en service dans la marine française à la fin du XVIIIe siècle et au début du XIXe siècle. Il coule après une tempête exceptionnelle à la suite de la bataille de Trafalgar en 1805.

## Service actif
En 1796, il prend part à l'expédition d'Irlande sous les ordres d'Esprit-Tranquille Maistral.
Le 10 août 1805, le Fougueux rejoint l'escadre de Villeneuve au large de La Corogne. Lors de la bataille de Trafalgar, le Fougueux est le premier à ouvrir le feu sur la flotte britannique puis affronte les HMS Royal Sovereign, Belleisle, Mars et Temeraire. Le navire est finalement pris à l'abordage et son capitaine, Louis-Alexis Baudouin, est tué. L'équipage compte 546 hommes hors de combat à la fin de la bataille. Le vaisseau fait naufrage dans la tempête de la nuit suivante.

## Découverte de l'épave
L'épave du Fougueux est découverte en 2016 par une équipe de l'université de Cadix en utilisant des modélisations mathématiques.